# Herbert Schäfer
Herbert Schäfer (Siegen, 1927. augusztus 16. – Siegen, 1991. május 6.) nyugatnémet válogatott labdarúgó, fedezet.

## Pályafutása
1945 és 1964 között a Siegen labdarúgója volt. Részt vett az 1952-es helsinki és az 1956-os melbourne-i olimpián a német csapat tagjaként. 1957-ben egy alkalommal szerepelt a nyugatnémet válogatottban.

## Statisztika

### Mérkőzése a nyugatnémet válogatottban
| NSZK | NSZK               | NSZK                      | NSZK  | NSZK     | NSZK       | NSZK       | NSZK  | NSZK    |
| #    | Dátum              | Helyszín                  | Hazai | Eredmény | Vendég     | Kiírás     | Gólok | Esemény |
| ---- | ------------------ | ------------------------- | ----- | -------- | ---------- | ---------- | ----- | ------- |
| 1.   | 1957. november 20. | Hamburg, Volksparkstadion | NSZK  | 1 – 0    | Svédország | barátságos | -     |         |
|      | Összesen           |                           |       | 1        | mérkőzés   |            | 0     | gól     |